# Daphnandra johnsonii
Daphnandra johnsonii är en tvåhjärtbladig växtart som beskrevs av Richard Schodde. Daphnandra johnsonii ingår i släktet Daphnandra och familjen Atherospermataceae. Inga underarter finns listade i Catalogue of Life.